# Pogromczyni tygrysów
Pogromczyni tygrysów (tytuł oryg. Укротительница тигров) – radziecki film fabularny (komedia) z 1954 roku w reżyserii Nadieżdy Koszewierowej i Aleksandra Iwanowskiego.  

## Opis fabuły
Fiodor – znany rajdowiec motocyklowy otrzymuje propozycję występów w cyrku w ryzykownym numerze akrobatyczno-motocyklowym. Tam spotyka Lenę – piękną opiekunkę tygrysów, która chociaż tylko sprząta klatki tych zwierząt i je karmi, rozumie je o wiele lepiej i ma z nimi lepszy kontakt niż ich treser Kazimir. Młodzi szybko zakochują się w sobie z wzajemnością, chociaż tę uczuciową sytuację komplikuje fakt, że w Lenie kocha się frontowy przyjaciel Fiodora Pietia, a gospodyni u której mieszka motocyklista chce za wszelką cenę ożenić go ze swoją niezbyt rozgarniętą córką Oleczką. Wpatrzony w Lenę Fiodor proponuje jej stanowisko asystentki w swoim pokazie. Pomimo że numer Fiodora odnosi spektakularny sukces, Lena marzy jednak o swoim własnym przedstawieniu z tygrysami. Kiedy usunięcie z cyrku na skutek naruszenia "dyscypliny pracy" jej głównego oponenta Kazimira stwarza wreszcie ku temu okazję, odmawia dalszych występów z Fiodorem. Jest to powód do kłótni pomiędzy nimi i ich rozstania. Fiodor rusza w tournée po kraju wraz ze swoim numerem i we wszystkich większych miastach ZSRR odnosi sukces, a Lena udanie debiutuje z opracowanym przez siebie pokazem tresury tygrysów. Pomimo zawodowych sukcesów młodzi wciąż myślą o sobie – Lena odrzuca oświadczyny Pieti, a Fiodor zaloty swojej nowej asystentki Oleczki i na wieść o sukcesie Leny pędzi na złamanie karku na swoim motocyklu na spotkanie ukochanej. W finałowej scenie obydwoje padają sobie w ramiona.

## Obsada aktorska
- Ludmiła Kasatkina – Lena
- Pawieł Kadocznikow – Fiodor
- Leonid Bykow – Pietia
- Pawieł Suchanow – dyrektor cyrku
- Konstantin Sorokin – księgowy
- Glikierija Bogdanowa-Czesnokowa – Maria Michajłowna (matka Oleczki)
- Nina Urgant – Oleczka
- Boris Eder – treser Tielegin (również tresura tygrysów dla potrzeb filmu)
- Tatiana Pieltcer – matka Leny
- Aleksandr Orłow – ojciec Leny
- Siergiej Filippow – Kazimir, treser tygrysów
- Anatolij Korolkiewicz – iluzjonista
- Piotr Łobanow – wujek Wasia
- Michaił Iwanow – marynarz na barce
- Władimir Cwietkow – konferansjer
- Boris Biatkin – klown z pieskami
- Chasan Musin – klown w meloniku
- Iwan Chromow – żongler
- Polina Czerniega – akrobatka
- Stiepan Razumow – akrobata
- Siergiej Biełow – woltyżer
- Władimir Fomienko – woltyżer
- Maria Gałankina – woltyżerka
- Boris Kudriaszow – kapitan barki
- Jelizawieta Uwarowa – bufetowa
- Dmitrij Ziebrow – marynarz
- Boris Loskin – dyrygent orkiestry cyrkowej

i inni.

## O filmie
Film, pomimo komediowego zabarwienia i lekkiej, banalnej fabuły, nastręczył realizatorom nie mało trudności, z powodu przewidzianego w scenariuszu udziału kilku żywych tygrysów w scenach w bezpośredniej bliskości z aktorami. Odtwórczyni głównej roli żeńskiej, młoda aktorka Teatru Armii Czerwonej Ludmiła Kasatkina, była drugą, po Galinie Judinej, która odmówiła udziału w filmie ze względu na własne bezpieczeństwo. Zrobiła to, nie zważając na fakt, że rola ta była jej debiutem filmowym, otwierającym drogę do ewentualnej kariery na "dużym ekranie". Reżyser filmu zmuszony był zaangażować dwoje znanych treserów – Margeritę Nazarową i Borisa Edera. Pоd ich czujnym okiem realizowane były sceny z drapieżnikami, w tym najtrudniejsza z nich – w której Lena prezentuje swój popisowy numer. Opracowali oni dla potrzeb filmu specjalną metodę tresury, opartą na zasadzie "surowego tresera i łagodnej treserki", dzięki której tygrysy, podczas zdjęć z Kasatkiną były spolegliwe i posłuszne dla kobiety.
Autorem muzyki do filmu był, znany polski kompozytor żydowskiego pochodzenia Mieczysław Wajnberg. W czasie gdy powstawał film był już przymusowym obywatelem radzieckim ze zmienionym imieniem (Mieczysław na Moisiej). W ZSRR znalazł się po ucieczce z Polski we wrześniu 1939 roku i w owym czasie, objęty stalinowskim zakazem tworzenia repertuaru klasycznego pisał muzykę do filmów.